# 艾恩贝克
艾恩贝克（德語：Einbeck，發音：[ˈaɪnbɛk] ⓘ）是德国下萨克森州诺特海姆县的城市，曾是艾恩贝克县的县治，面积231.92平方千米，2023年12月31日人口为30,725人。

## 友好城市
艾恩贝克与以下城市结为友好城市：
- 法國 蒂艾（1962年）
- 德国 阿尔滕（1990年）
- 波蘭 帕奇庫夫（1992年）
- 美国 基恩（2002年）
- 奥地利 维瑟尔堡（1987年）